# Ligne 2 du tramway de Caen
Pour les articles homonymes, voir Ligne 2.
La ligne 2 du tramway de Caen est une ligne française de tramway dans le Calvados, en Normandie. Deuxième ligne du tramway de Caen, elle relie Campus 2 à Presqu'Île en passant très brièvement par Hérouville-Saint-Clair puis surtout par le centre-ville de Caen. Elle compte dix-sept stations, dont elle partage dix avec la ligne 1 et cinq avec la ligne 3.

## Histoire
Mise en service le 27 juillet 2019, la ligne 2 succède au tronçon Campus 2-Quai de Juillet de la ligne B de l'ancien transport léger guidé de Caen qui a fonctionné de 2002 à 2017 et dessert un tronçon inédit, l'antenne vers le terminus Presqu'île.

Plan schématique de la ligne 2.

## Infrastructure

### Ligne

#### Section Campus 2 - Copernic
La ligne 2 naît sur le côté du campus 2 de l'université Caen-Normandie (sur l'avenue Jacques-Brel), contrairement à l'ancienne station du TVR du même nom située plus au centre du campus. La station, à voie unique, est dotée d'une arrière-gare pour le retournement des tramways. Après avoir traversé le carrefour de la route menant à la Côte de Nacre, elle rejoint ensuite le boulevard Henri-Becquerel et s'arrête à la station Côte de Nacre où elle dessert le centre commercial et le parc relais éponyme . Elle continue sur le boulevard Henri-Becquerel avant de virer à droite après la station Citis, à cheval sur les communes de Caen et Hérouville-Saint-Clair. À l'arrêt Campus 4, la ligne dessert l'École nationale supérieure d'ingénieurs, située sur le campus 4, puis suit la rue Claude-Bloch. À l'arrêt CHU, elle dessert ensuite l'Hôpital Côte de Nacre avant de franchir le boulevard périphérique par un pont. Elle continue sur la rue de la Délivrande et passe devant l'ESPE, juste avant de rejoindre le tronc commun avec la ligne 1 en provenance d'Hérouville-Saint-Clair, avenue Nicolas-Copernic (arrêt Copernic).

#### Section Copernic - Château-Quatrans (tronc commun T1-T2)
Le tronc commun T1-T2 continue sur la rue Jules-Verne et vire à gauche pour marquer l'arrêt à Calvaire Saint Pierre dans le centre du quartier éponyme à proximité de l'église Saint-André et du lycée Victor-Hugo. Les lignent pénètrent ensuite dans le campus 1, où via un trajet sinueux elles contournent le stade universitaire par l'ouest puis dessert la station CROUS-SUAPS. Les lignes entament alors une longue descente vers le centre-ville (forte pente). Elles contournent les bâtiments de la partie sud du campus par l'est puis marquent l'arrêt à Université placée à l'entrée sud face à l'esplanade de la Paix, marquant l'entrée du château dominant la ville. Les lignes continuent leur descente par la rue du Gaillon et arrivent dans le fond de la vallée de l'Orne. Les deux lignes marquent l'arrêt à Place de la Mare où les quais sont légèrement décalés, puis pénètrent dans le centre-ancien par la rue de Geôle où la plateforme est partagée avec la circulation automobile. Elles passent au pied de la forteresse et marquent l'arrêt à Château-Quatrans, où commence le tronc commun avec la ligne 3. De ce fait, cette station est dotée de trois quais.

#### Section Château-Quatrans - Quai de Juillet (tronc commun T1-T2-T3)
Les trois lignes continuent sur la rue de Geôle pour rejoindre la place Saint-Pierre et l'église éponyme puis bifurquent sur le boulevard des Alliés, où est placée la station Saint-Pierre. Les lignes passent devant la tour Leroy et tournent à droite vers le sud pour suivre le boulevard du Six-juin qui traverse le quartier Saint-Jean. Les lignes marquent l'arrêt à trois stations : Bernières, Résistance-Saint-Jean sur la place éponyme située derrière l'église Saint-Jean et Quai de Juillet. La ligne franchit l'Orne par le pont Winston-Churchill.

#### Section Quai de Juillet - Presqu'île
Tandis que les lignes 1 et 3 continuent en direction d'Ifs et Fleury-sur-Orne, la ligne 2 bifurque sur le quai Amiral-Hamelin en rive droite de l'Orne, dessert la station Gare - Rives de l'Orne qui dessert le quartier des rives de l'Orne et, à distance, la gare de Caen. Puis elle entame une section sinueuse où la ligne franchit successivement deux pont : le pont Capitaine George-Gilbert-Reynolds sur l'Orne puis le pont de l'écluse pour rejoindre l'avenue Victor-Hugo où la ligne marque son terminus Presqu'île. Le terminus ne possède pas de tiroir de manœuvre, le retournement se fait donc à quai. En avant-gare, la gare possède un jeu de deux aiguillages en X. Seul le quai ouest est aménagé pour accueillir des passagers (abri et guichet automatique de billetterie).

### Stations
La ligne comporte 17 stations.
|  |   |  | Stations                | Lat/Long                    | Communes                      | Correspondances                |
|  | - |  | ----------------------- | --------------------------- | ----------------------------- | ------------------------------ |
|  | ■ |  | Caen – Campus 2         | 49° 12′ 46″ N, 0° 21′ 52″ O | Caen                          |                                |
|  | • |  | Côte de Nacre           | 49° 12′ 39″ N, 0° 21′ 44″ O | Caen                          | bus 6                          |
|  | • |  | Citis                   | 49° 12′ 41″ N, 0° 21′ 24″ O | Caen / Hérouville-Saint-Clair | bus 8                          |
|  | • |  | Campus 4                | 49° 12′ 33″ N, 0° 21′ 32″ O | Caen                          |                                |
|  | • |  | CHU                     | 49° 12′ 15″ N, 0° 21′ 34″ O | Caen                          | bus 6                          |
|  | • |  | Copernic                | 49° 11′ 54″ N, 0° 21′ 34″ O | Caen                          | tram T1                        |
|  | • |  | Calvaire Saint-Pierre   | 49° 11′ 53″ N, 0° 21′ 51″ O | Caen                          | tram T1 bus 7 20 22 33         |
|  | • |  | CROUS - SUAPS           | 49° 11′ 37″ N, 0° 21′ 49″ O | Caen                          | tram T1                        |
|  | • |  | Université              | 49° 11′ 20″ N, 0° 21′ 50″ O | Caen                          | tram T1 bus 2 4 10 10E 12      |
|  | • |  | Place de la Mare        | 49° 11′ 13″ N, 0° 21′ 58″ O | Caen                          | tram T1 bus 4 7 10 10E 12 20   |
|  | • |  | Château - Quatrans      | 49° 11′ 07″ N, 0° 21′ 49″ O | Caen                          | tram T1 T3 bus 4 10 10E 12 20  |
|  | • |  | Saint-Pierre            | 49° 11′ 02″ N, 0° 21′ 36″ O | Caen                          | tram T1 T3                     |
|  | • |  | Bernières               | 49° 10′ 57″ N, 0° 21′ 28″ O | Caen                          | tram T1 T3 bus 2 5 8 20 23 32  |
|  | • |  | Résistance - Saint-Jean | 49° 10′ 51″ N, 0° 21′ 22″ O | Caen                          | tram T1 T3 bus 1 3 10 11 12 21 |
|  | • |  | Quai de Juillet         | 49° 10′ 43″ N, 0° 21′ 13″ O | Caen                          | tram T1 T3                     |
|  | • |  | Gare - Rives de l'Orne  | 49° 10′ 42″ N, 0° 21′ 03″ O | Caen                          |                                |
|  | ■ |  | Caen – Presqu'île       | 49° 10′ 54″ N, 0° 20′ 54″ O | Caen                          |                                |

Les stations en gras servent de départ ou de terminus à certaines missions.

## Exploitation
La ligne fonctionne du lundi au samedi de 5 h 8 à 1 h 26 et les dimanches et fêtes de 7 h 45 à 1 h 26 ; en tout début de service, le terminus sud est ramené à Quai de Juillet dans le cadre des débuts de service depuis le dépôt et les deux derniers services depuis Campus 2 et à destination de Quai de Juillet sont assurés par une rame de la ligne T3 ayant pour terminus Collège Hawking avant de rentrer au dépôt.
En semaine, la fréquence est d'une rame toutes les dix minutes de 7 h à 19 h et est plus irrégulière (10 à 30 minutes) le reste de la journée ainsi qu'en été ; le samedi cette fréquence est appliquée de 13 h à 19 h et les dimanches et fêtes elle est d'une rame toutes les 30 minutes environ.
Le temps de parcours est d'environ 25 minutes.

## Projet
Dans le cadre du projet de création d'un nouvel axe est-ouest lancé en 2022, une réorganisation de la ligne T2 à l'horizon 2028 est proposée. Dans le dossier de concertation, deux hypothèses sont présentées :
- ligne Campus 2 <> Hauts de l'Orne, reprenant la ligne 2 actuelle entre Campus 2 et Quai de Juillet, puis le tracé de l'actuelle ligne T3 entre Quai de Juillet et Hauts de l'Orne ; la partie de la ligne vers la Presqu'île étant reprise par la ligne T3 réorganisée et la nouvelle ligne T4 ;
- ligne Campus 2 <> Chaussée d'Alger, consistant à un prolongement de la ligne existante entre Presqu'île et Chaussée d'Alger (en commun avec la nouvelle ligne T4)[3].

Le projet de prolongement entre l'arrêt Presqu'île et Chaussée d'Alger est toutefois annulé pendant l'été 2023.
En avril 2024, de nouvelles réunions sont organisées. Dans l'offre de service présentée, la ligne T2 reste inchangée. Il est annoncé un réaménagement de la station Presqu'île. En arrière-gare, deux tiroirs de manœuvre seront construits avec deux aiguillages en X. Un abri serait également installé sur le quai est.

Plan schématique de la ligne 2 en 2029 (état du projet en avril 2024).